# Gliese 91
Gliese 91 is een hoofdreeksster van het type M2Vk, gelegen in het sterrenbeeld Fornax op 41,71 lichtjaar van de Zon. De ster heeft een baansnelheid rond het galactisch centrum van 71,8 km/s.